# Бревипароп
Бревипароп (лат. Breviparopus) — ихнород динозавров, описанный по цепочке следов протяженностью 90 м. Следы были, вероятно, оставлены представителем инфраотряда завропод. Размер следов — 115×90 см. Следы были найдены в горах Атлас, Марокко в 1979 году французскими палеонтологами Жаном-Мишелем Дутуитом и Ахмедом Уазу.

## Размер оставившего следы
Оценки размеров животного разнятся. Предположительно, оно 48 метров в длину. Тогда это одно из самых больших животных, из когда-либо живших на земле. Поскольку ни одной кости бревипаропа не было найдено, сложно сказать, к какой группе завропод принадлежит это животное. Но наличие отпечатка когтя на большом пальце свидетельствует о принадлежности этого животного к брахиозавридам. В таком случае это самое высокое сухопутное животное из когда-либо живших на планете, около 30—40 м в высоту, почти в два раза выше завропосейдона. Другие оценки размера указывают на меньшую длину — 24—27 м. В этом случае динозавр лишь на несколько метров выше завропосейдона.

## Размеры
Размеры и масса животного точно неизвестны, поэтому о нём возникло много спекуляций. Оценки длины около 48 метров были даны в популярных книгах, таких как «Книга рекордов Гиннесса», хотя они были основаны на неправильном представлении. 115 сантиметров — цифра, основанная на длине только одного следа, а не средняя длина следов передних и задних ног. На самом деле бревипароп был скорее всего несколько меньше.
Ранние расчеты показали, что отпечатки были 50 сантиметров в ширину, то есть не больше чем нога диплодока. На самом деле отпечатки следов – 90 сантиметров в ширину и примерно столько же в длину. Ноги были, вероятно, несколько больше, чем 90 см в ширину, так как края отпечатков не было. Это дает размеры животного примерно от 34 до 37 метров в длину с пропорциями тела, аналогичными жираффатитану.

## Время обитания
Время обитания известно достаточно плохо. Разные оценки определяют время обитания животного от 175—160 до 130—120 млн лет назад (см. две таблицы ниже).
| Докембрий       | Кембрий | Ордовик | Силур | Девон | Карбон | Пермь | Триас | Юра | Мел | Палеоген | Нг | Чт |
| ◄               | 539     | 487     | 443   | 420   | 359    | 299   | 252   | 201 | 143 | 66       | 23 | 2  |
| ◄ млн лет назад |         |         |       |       |        |       |       |     |     |          |    |    |

| Докембрий       | Кембрий | Ордовик | Силур | Девон | Карбон | Пермь | Триас | Юра | Мел | Палеоген | Нг | Чт |
| ◄               | 539     | 487     | 443   | 420   | 359    | 299   | 252   | 201 | 143 | 66       | 23 | 2  |
| ◄ млн лет назад |         |         |       |       |        |       |       |     |     |          |    |    |